# Money time
Money time fue un concurso de televisión español producido por Mediaset España en colaboración con 60dB para su emisión diaria en el canal Cuatro. Su estreno se produjo el 3 de abril de 2013 en la franja de tarde, concretamente a las 17:45 horas. Este formato es una idea original de la productora de Risto Mejide y cuenta con Luján Argüelles como presentadora. Cabe destacar que dicho espacio, formó parte de la selección de «The Wit» para el MIPCOM de Cannes, y despertó el interés de Mediaset España, que ordenó la grabación de un piloto a 60 dB Entertainment.
A mediados de abril, cuando el formato llevaba nada más que dos semanas en pantalla, la compañía Mediaset España anunció la cancelación definitiva del espacio de tarde en Cuatro, debido a los bajos índices de audiencia. No obstante, las entregas ya grabadas siguieron emitiéndose con normalidad en Cuatro a la espera de finalizar su temporada, pero tras las primeras 26 entregas vespertinas, el canal decidió emitir las restantes a las 8:45 de la mañana a partir del 13 de mayo de 2013. Su hueco en las tardes fue ocupado por otro capítulo de reposición de la serie Castle.

## Producción
60 dB, la productora que lleva a cabo el desarrollo o producción de este concurso, cuenta de manera directa con cincuenta y cuatro personas trabajando para el equipo técnico. Se dispone de 700 preguntas para hacer a los concursantes de las cuales 161 fueron usadas durante los 26 programas grabados hasta la fecha. Cabe destacar que el concurso está producido íntegramente en formato de alta calidad de imagen, y además, el set de rodaje cuenta con una superficie de 750 m² para un aforo de 100 personas.

## Premio
En este concurso cada día se puso en juego 100.000 euros.

## Audiencias
| Temporada | Temporada | Episodios | Estreno            | Final               | Audiencia media | Audiencia media | Audiencia media |
| Temporada | Temporada | Episodios | Estreno            | Final               | Espectadores    | Cuota           |                 |
| --------- | --------- | --------- | ------------------ | ------------------- | --------------- | --------------- | --------------- |
|           | 1         | 51        | 3 de abril de 2013 | 14 de junio de 2013 | 162 000         | 2,2%            |                 |

| Programación emitida (Evolución diaria) | Programación emitida (Evolución diaria)                                         | Programación emitida (Evolución diaria)       | Programación emitida (Evolución diaria) | Programación emitida (Evolución diaria) |
| Capítulo                                | Participantes                                                                   | Fecha                                         | Espectadores                            | Share                                   |
| --------------------------------------- | ------------------------------------------------------------------------------- | --------------------------------------------- | --------------------------------------- | --------------------------------------- |
| 01                                      | «Rafa y Juan (tentación 3.000 €)»                                               | 3 de abril de 2013                            | 362 000                                 | 3,3%                                    |
| 02                                      | «Laura y David (tentación 7.000 €)»                                             | 4 de abril de 2013                            | 327 000                                 | 2,9%                                    |
| 03                                      | «Tomás y Pascual (tentación 5.000 €)»                                           | 5 de abril de 2013                            | 280 000                                 | 2,4%                                    |
| 04                                      | «Raúl y Bárbara (tentación 2.000 €)»                                            | 8 de abril de 2013                            | 388 000                                 | 3,7%                                    |
| 05                                      | «Cyhthia y Rubén (0 €)»                                                         | 9 de abril de 2013                            | 301 000                                 | 2,8%                                    |
| 06                                      | «Ricardo y Martina (una semana de pan gratis)»                                  | 10 de abril de 2013                           | 246 000                                 | 2,4%                                    |
| 07                                      | «Rafa e Inma (dos semanas de viaje a Etiopía)»                                  | 12 de abril de 2013                           | 272 000                                 | 2,6%                                    |
| 08                                      | «Ana y Chema (tentación 5.000 €)»                                               | 15 de abril de 2013                           | 223 000                                 | 2,2%                                    |
| 09                                      | «Elizabeth y Javier (16 sesiones de depilación láser)»                          | 16 de abril de 2013                           | 268 000                                 | 2,7%                                    |
| 10                                      | «Lorena y Mari (100.000 €)»                                                     | 17 de abril de 2013                           | 284 000                                 | 2,9%                                    |
| 11                                      | «Gema y Luis (tentación 5.000 €)»                                               | 18 de abril de 2013                           | 253 000                                 | 2,5%                                    |
| 12                                      | «Paula y Rubén (0 €)»                                                           | 19 de abril de 2013                           | 292 000                                 | 2,8%                                    |
| 13                                      | «Jorge y José Manuel (tentación 12.000 €)»                                      | 22 de abril de 2013                           | 283 000                                 | 2,8%                                    |
| 14                                      | «Antonio y Débora (premio volver a concursar)»                                  | 23 de abril de 2013                           | 307 000                                 | 3,1%                                    |
| 15                                      | «Antonio y Débora (tentación 4.222 €)»                                          | 24 de abril de 2013                           | 275 000                                 | 2,8%                                    |
| 16                                      | «Nicolás y Nieves (0 €)»                                                        | 25 de abril de 2013                           | 342 000                                 | 3,3%                                    |
| 17                                      | «Sonia y Antonio (tentación 1.550 €)»                                           | 26 de abril de 2013                           | 279 000                                 | 2,5%                                    |
| 18                                      | «Gema y Javier (0 €)»                                                           | 29 de abril de 2013                           | 263 000                                 | 2,3%                                    |
| 19                                      | «Marta y Sara (tentación 2.414 € y curso de cocina)»                            | 30 de abril de 2013                           | 301 000                                 | 2,8%                                    |
| 20                                      | «Inma y Francisco (tentación 7.000 €)»                                          | 2 de mayo de 2013                             | 246 000                                 | 2,4%                                    |
| 21                                      | «Diego y Agustín (0 €)»                                                         | 3 de mayo de 2013                             | 221 000                                 | 2,2%                                    |
| 22                                      | «Encarni y David (tres años de compra valorados en 12.500 €)»                   | 6 de mayo de 2013                             | 227 000                                 | 2,1%                                    |
| 23                                      | «Vanesa y Enrique (0 €)»                                                        | 7 de mayo de 2013                             | 323 000                                 | 3,1%                                    |
| 24                                      | «Selina y José Luis (tentación 3.000 €)»                                        | 8 de mayo de 2013                             | 215 000                                 | 2,2%                                    |
| 25                                      | «Alicia y Carlos (premio 11.696 €)»                                             | 9 de mayo de 2013                             | 299 000                                 | 2,9%                                    |
| 26                                      | «Fran y Roberto (100.000 €)»                                                    | 10 de mayo de 2013                            | 286 000                                 | 2,7%                                    |
| 27                                      | «Alejandro y Luis (un mes de hamburguesas gratis)»                              | 13 de mayo de 2013 (ediciones matinales 8h45) | 54 000                                  | 2,3%                                    |
| 28                                      | «Lina y Víctor (tentación 2.000 €)»                                             | 14 de mayo de 2013                            | 32 000                                  | 1,4%                                    |
| 29                                      | «Juan y Borja (dos semanas de campamento boy scout)»                            | 15 de mayo de 2013                            | 25 000                                  | 1,0%                                    |
| 30                                      | «Vicente y Cristina (0 €)»                                                      | 16 de mayo de 2013                            | 43 000                                  | 1,8%                                    |
| 31                                      | «Diego y Josep (tentación 4.000 €)»                                             | 17 de mayo de 2013                            | 34 000                                  | 1,4%                                    |
| 32                                      | «José Manuel y Eva (0 €)»                                                       | 20 de mayo de 2013                            | 26 000                                  | 1,1%                                    |
| 33                                      | «Daniel y Álvaro (tentación 5.000 €)»                                           | 21 de mayo de 2013                            | 39 000                                  | 1,6%                                    |
| 34                                      | «Isabel y Eduardo (premio volver a concursar)»                                  | 22 de mayo de 2013                            | 32 000                                  | 1,4%                                    |
| 35                                      | «Isabel y Eduardo (tentación 3.000 €)»                                          | 23 de mayo de 2013                            | 24 000                                  | 1,0%                                    |
| 36                                      | «Héctor y Adrián (dos semanas de viaje por Estados Unidos valorado en 5.780 €)» | 24 de mayo de 2013                            | 34 000                                  | 1,5%                                    |
| 37                                      | «José Antonio e Isabel (tentación 5.000 €)»                                     | 27 de mayo de 2013                            | 62 000                                  | 2,6%                                    |
| 38                                      | «Rosa Mari y María Cruz (0 €)»                                                  | 28 de mayo de 2013                            | 35 000                                  | 1,5%                                    |
| 39                                      | «Jorge y Adrián (0 €)»                                                          | 29 de mayo de 2013                            | 43 000                                  | 1,8%                                    |
| 40                                      | «César y Leticia (tentación 3.364 €)»                                           | 30 de mayo de 2013                            | 47 000                                  | 2,0%                                    |
| 41                                      | «Mónica y Álvaro (tentación 2.000 €)»                                           | 31 de mayo de 2013                            | 34 000                                  | 1,5%                                    |
| 42                                      | «Diego y Rafa (tentación 3.000 €)»                                              | 3 de junio de 2013                            | 34 000                                  | 1,5%                                    |
| 43                                      | «Bárbara y César (0 €)»                                                         | 4 de junio de 2013                            | 23 000                                  | 1,1%                                    |
| 44                                      | «Jesús y Adrián (0 €)»                                                          | 5 de junio de 2013                            | 34 000                                  | 1,4%                                    |
| 45                                      | «Rubén y Beatriz (un año de hipoteca valorado en 15.000 €)»                     | 6 de junio de 2013                            | 44 000                                  | 1,9%                                    |
| 46                                      | «Sergio y Sandra (0 €)»                                                         | 7 de junio de 2013                            | 29 000                                  | 1,2%                                    |
| 47                                      | «Ricardo e Ignacio (una semana en un estudio de grabación)»                     | 10 de junio de 2013                           | 26 000                                  | 1,2%                                    |
| 48                                      | «Sheila y Josu (tentación 3.000 €)»                                             | 11 de junio de 2013                           | 35 000                                  | 1,5%                                    |
| 49                                      | «José Antonio y Manolo (0 €)»                                                   | 12 de junio de 2013                           | 53 000                                  | 2,3%                                    |
| 50                                      | «Jeanette y Laura (premio 2.381 €)»                                             | 13 de junio de 2013                           | 30 000                                  | 1,3%                                    |
| 51                                      | «Kakel y Alberto (tentación 4.000 €)»                                           | 14 de junio de 2013                           | 38 000                                  | 1,7%                                    |